# ウィル・スモールボーン
ウィル・スモールボーン（Will Smallbone, 2000年2月21日 - ）は、イングランド・ベイジングストーク出身のプロサッカー選手。アイルランド代表。サウサンプトンFC所属。ポジションはミッドフィールダー。

## 経歴

### クラブ
サウサンプトンの下部組織で育ち、2017年2月21日に初のプロ契約を交わした。2020年1月4日、FAカップのハダースフィールド・タウン戦でプロデビューし、初ゴールも記録した。2月22日にはアストン・ヴィラ戦でプレミアリーグ初出場を果たし、試合も2-0で勝利した。
2021年1月16日、リーグ第19節のレスター・シティ戦で前十字靭帯を損傷。6か月以上の長期離脱を余儀なくされた。10月26日、EFLカップのチェルシー戦で復帰を果たした。
2022年7月23日、EFLチャンピオンシップのストーク・シティに1シーズンのローン移籍。10月15日、リーグ第15節のプレストン・ノースエンド戦でストークでの初ゴールを挙げた。このシーズン、アレックス・ニール監督のもと主力として活躍し、公式戦46試合に出場し、3ゴールを挙げた。
2023年8月28日、サウサンプトンとの契約を3年間延長することで合意。9月30日、リーグ第9節のリーズ・ユナイテッド戦でサウサンプトンでのリーグ戦初ゴールを記録した。

### 代表
キルケニー生まれである母親の血筋から、アイルランドの代表資格を有する。
2020年10月、UEFA U-21欧州選手権予選のイタリア戦で、U-21アイルランド代表デビュー。2022年6月3日、同予選のボスニア・ヘルツェゴビナ戦では2ゴールを挙げ、勝利に貢献。3日後のモンテネグロ戦でもペナルティエリア外からボレーシュートで得点を挙げた。
2022年11月、親善試合に臨むA代表から初招集を受けた。初出場は2023年3月22日、ラトビアとの親善試合で、この試合のプレイヤー・オブ・ザ・マッチに選出された。

## 人物
2021年、前十字靭帯損傷からの回復中に脱毛症と診断された。2022年12月、脱毛症の人々を支援する団体のアンバサダーに就任した。

## 個人成績

### クラブ
| 国内大会個人成績 | 国内大会個人成績 | 国内大会個人成績 | 国内大会個人成績   | 国内大会個人成績 | 国内大会個人成績 | 国内大会個人成績 | 国内大会個人成績 | 国内大会個人成績 | 国内大会個人成績 | 国内大会個人成績 | 国内大会個人成績 |
| 年度             | クラブ           | 背番号           | リーグ             | リーグ戦         | リーグ戦         | リーグ杯         | リーグ杯         | オープン杯       | オープン杯       | 期間通算         | 期間通算         |
| 年度             | クラブ           | 背番号           | リーグ             | 出場             | 得点             | 出場             | 得点             | 出場             | 得点             | 出場             | 得点             |
| イングランド     | イングランド     | イングランド     | イングランド       | リーグ戦         | リーグ戦         | FLカップ         | FLカップ         | FAカップ         | FAカップ         | 期間通算         | 期間通算         |
| ---------------- | ---------------- | ---------------- | ------------------ | ---------------- | ---------------- | ---------------- | ---------------- | ---------------- | ---------------- | ---------------- | ---------------- |
| 2019-20          | サウサンプトン   | 27               | プレミアリーグ     | 9                | 0                | 0                | 0                | 1                | 1                | 10               | 1                |
| 2020-21          | サウサンプトン   | 20               | プレミアリーグ     | 3                | 0                | 0                | 0                | 0                | 0                | 3                | 0                |
| 2021-22          | サウサンプトン   | 20               | プレミアリーグ     | 4                | 0                | 1                | 0                | 2                | 0                | 7                | 0                |
| 2022-23          | ストーク・シティ | 18               | チャンピオンシップ | 43               | 3                | 1                | 0                | 2                | 0                | 46               | 3                |
| 2023-24          | サウサンプトン   | 16               | チャンピオンシップ | 43               | 6                | 0                | 0                | 4                | 0                | 47               | 6                |
| 2024-25          | サウサンプトン   | 8                | プレミアリーグ     |                  |                  |                  |                  |                  |                  |                  |                  |
| 通算             | イングランド     | イングランド     | プレミアリーグ     | 16               | 0                | 1                | 0                | 3                | 1                | 20               | 1                |
| 通算             | イングランド     | イングランド     | チャンピオンシップ | 86               | 9                | 1                | 0                | 6                | 0                | 93               | 9                |
| 総通算           | 総通算           | 総通算           | 総通算             | 102              | 9                | 2                | 0                | 9                | 1                | 113              | 10               |

### 代表
| アイルランド代表 | 国際Aマッチ | 国際Aマッチ |
| 年               | 出場        | 得点        |
| ---------------- | ----------- | ----------- |
| 2023             | 5           | 0           |
| 2024             | 6           | 0           |
| 通算             | 11          | 0           |

## タイトル

### 個人
- U-21アイルランド年間最優秀選手（2022）[22]